# Сьцинава

План города Сьцинава, 1915 г.

Сьцинава (пол. Ścinawa), Штайнау-ан-дер-Одер (нем. Steinau an der Oder — Штайнау на Одере) — город в Польше, входит в Нижнесилезское воеводство, Любинский повят. Административный центр городско-сельской гмины Сьцинава. Занимает площадь 13,54 км². Население 6053 человек (на 2005 год).

## Галерея

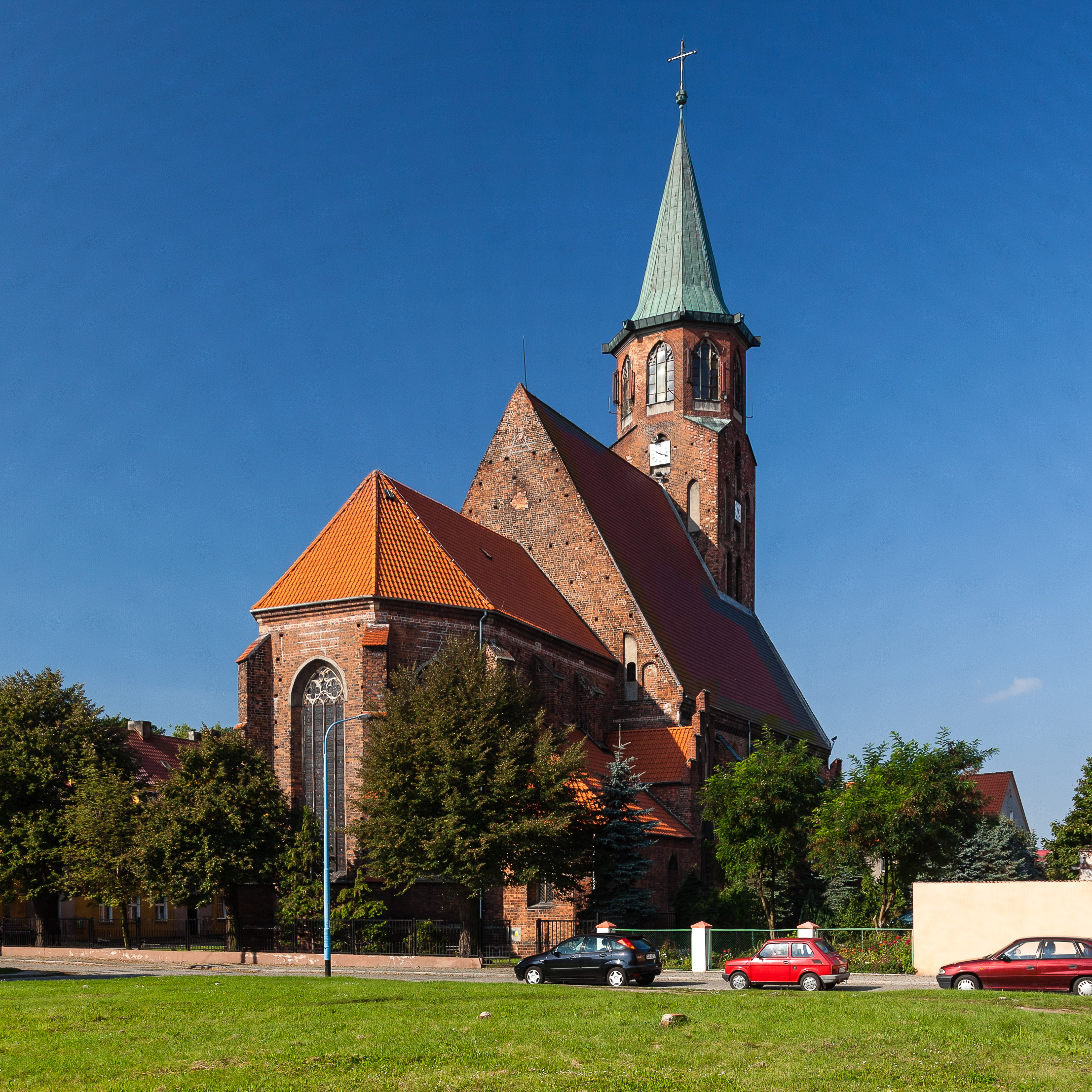
Церковь Воздвижения креста
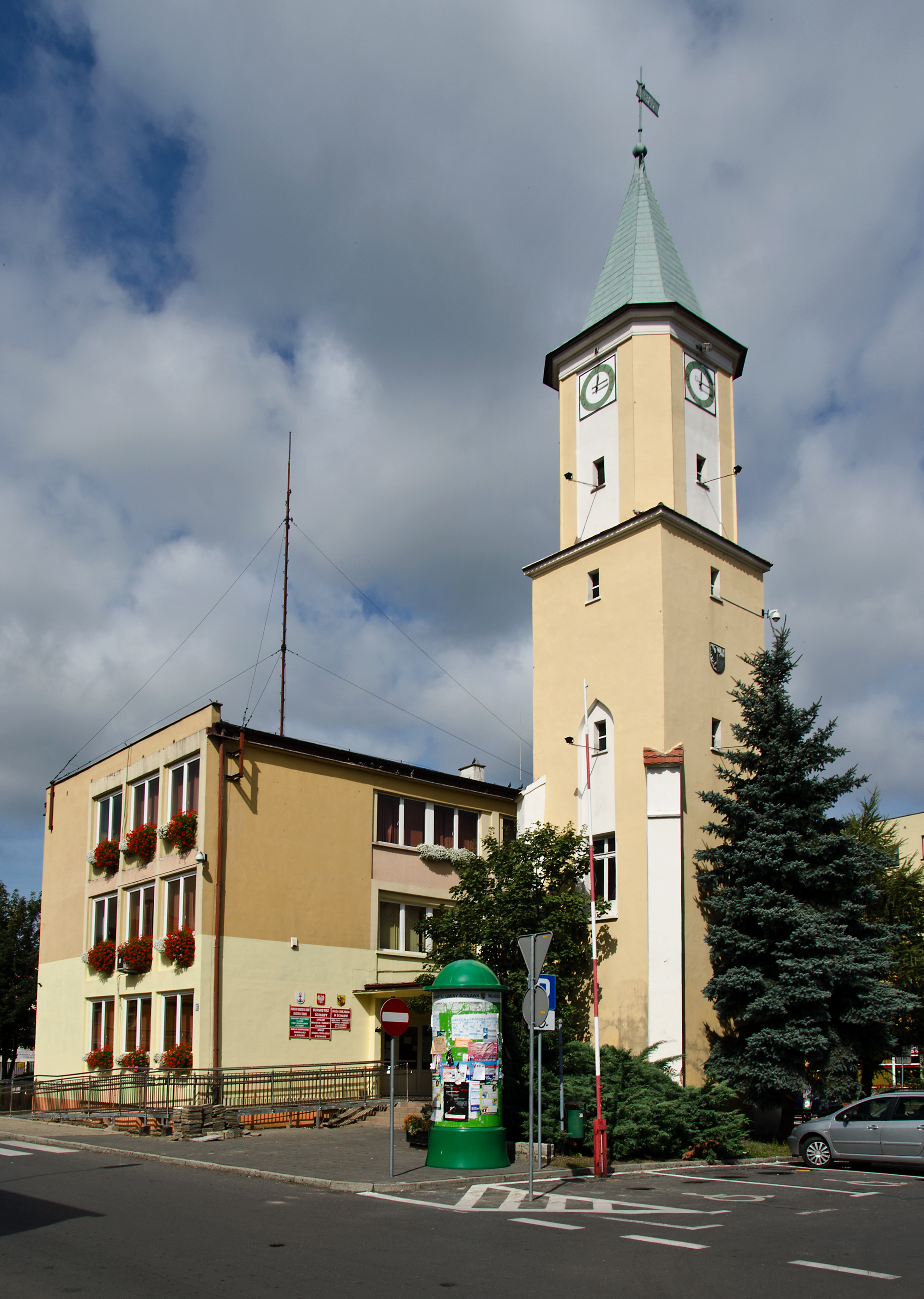
Ратуша
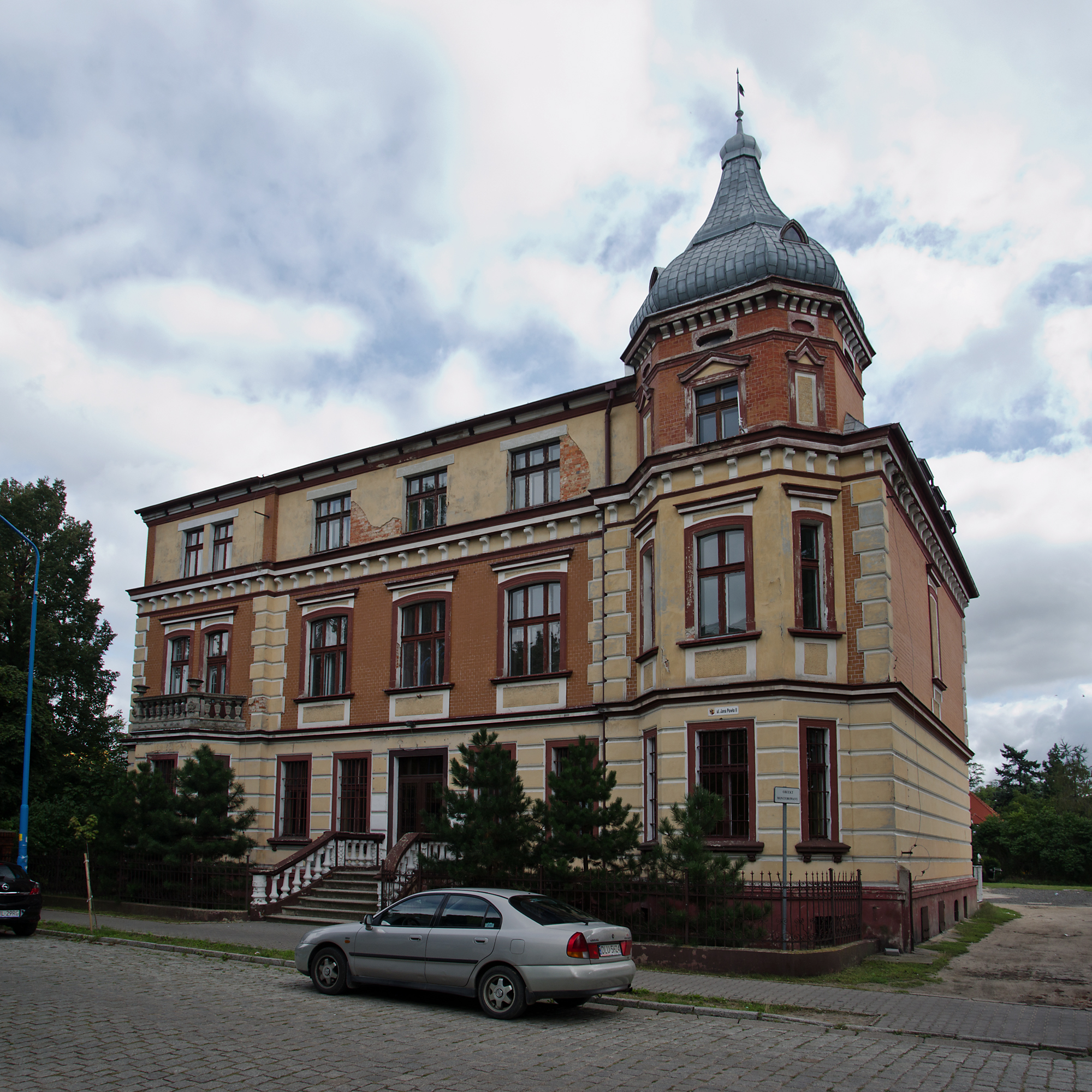
Дом
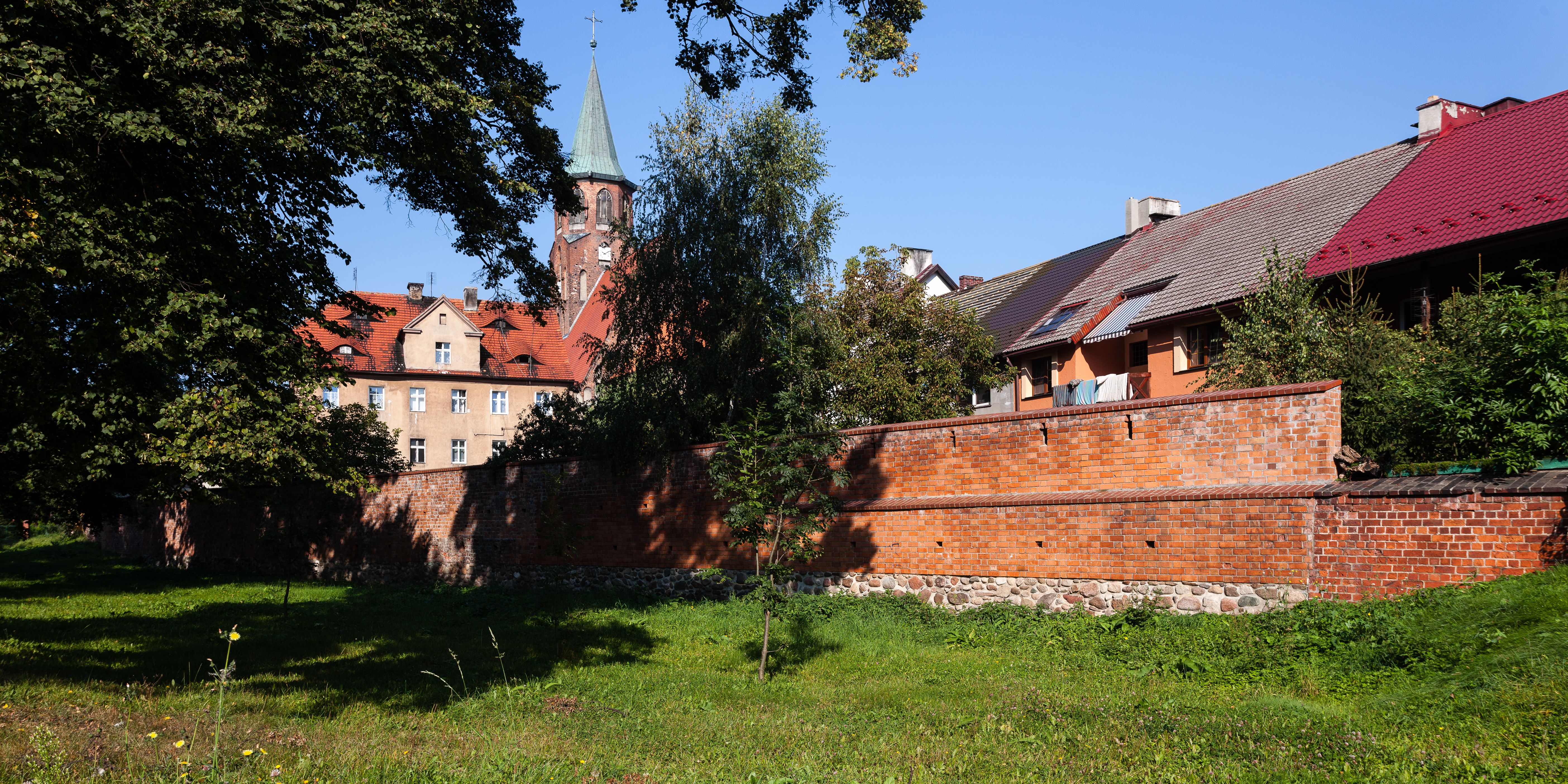
Старые городские стены
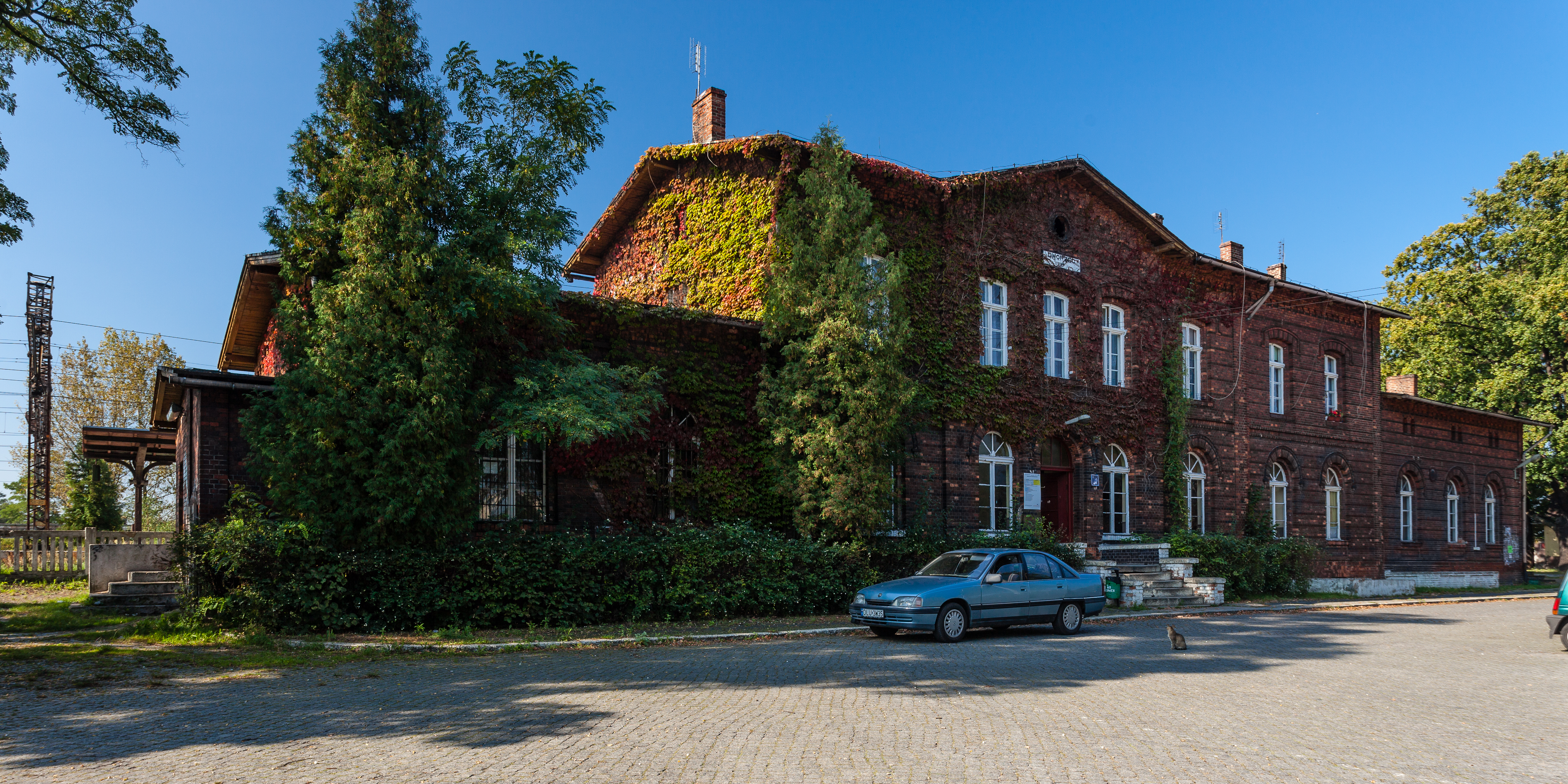
Вокзал